# ТЕС Амізур
ТЕС Амізур — теплова електростанція на півночі Алжиру, споруджена на околиці містечка Амізур, за два десятки кілометрів на південний захід від середземноморського порту Беджая.
На початку 21-го століття в Алжирі виникла проблема зростання енергодефіциту, для вирішення якої, зокрема, розпочали спорудження теплових електростанцій з мобільних газових турбін відносно невеликої одиничної потужності. Однією з них стала Амізур, введена в експлуатацію у 2012 році в складі восьми турбін компанії Pratt & Whitney типу FT8 потужністю по 20 МВт (за іншими даними — по 23 МВт).
Вартість проекту становила приблизно 230 млн доларів США.
Як паливо станція може використовувати природний газ, що надходить до району Беджаї по трубопроводу Буїра – Бені-Мансур – Беджайя.